# Mohyła (herb szlachecki)

Herb szlachecki Mohyła

Herb szlachecki Mogiła

Mohyła (ukr. i rum. Movilă, znaczenie polskie mogiła) – herb własny rodziny hospodarów wołoskich Mohyłów. 

## Opis herbu
Dwie gołe szable ułożone na krzyż, rękojeściami do góry, końce na dół, każdy koniec ma krzyż na sobie. Tarcza koloru krwawego. 

## Herbowni
Mohyłowie, Bohdanowicze.

## Częste pomyłki
Mylony z polskim herbem Mogiła.